# Рубиано, Мигель Анхель
Мигель Анхель Рубиано Чавес (исп. Miguel Ángel Rubiano Chávez, род. 3 октября 1984 в Боготе, Колумбия) — колумбийский профессиональный шоссейный велогонщик. Победитель этапа Джиро д’Италия 2012 года.

## Победы
| 2008 - Тур Словакии — этап 1 2011 - Тур Сан-Луиса — этап 6 - Тур Словакии — этап 3 - Тур Хоккайдо — этап 4 и генеральная классификация | 2012 - Джиро д’Италия — этап 6 2014 - Чемпион Колумбии в групповой гонке |

## Статистика выступлений наГранд Турах
| Гранд Тур | 2006 | 2007 | 2008 | 2009 | 2010 | 2011 | 2012 | 2013 | 2014 |
| --------- | ---- | ---- | ---- | ---- | ---- | ---- | ---- | ---- | ---- |
| Джиро     | 103  | -    | -    | -    | -    | -    | 62   | 45   | 101  |
| Тур       | -    | -    | -    | -    | -    | -    | -    | -    | -    |
| Вуэльта   | -    | -    | -    | -    | -    | -    | -    | -    | -    |